# Granat-1
Granat-1, est un drone de reconnaissance tactique russe.

## Description
Le Granat-1 est un drone de très petite taille en forme d'aile volante. Il est alimenté par un moteur électrique et propulsé par une hélice à deux pales située sur le nez de l'appareil. La caméra est installée sous une des ailes du drone. Le lancement du drone se fait par un catapulte ou à la main et l'atterrissage grâce à un parachute. Sa masse maximale au décollage est de 2,5 kg, il peut emporter une charge utile de 0,4 kg et se déplacer à une vitesse de 120 km/h pendant 1h30. Sa portée est d'une dizaine de kilomètres et il peut être piloté depuis la station de contrôle russe Navodchik-2.
Les systèmes utilisent des suites de capteurs modulaires permettant aux commandants d'adapter le capteur à la mission et aux conditions ; capteurs optiques pour le beau temps, surveillance infrarouge ou électronique pour le mauvais temps, capteurs audio et flash pour les missions de contre-batterie. Ces drones transmettent numériquement des données précises de localisation des cibles à leurs opérateurs.
Les Russes ont intégré les Granat-1 à leurs bataillons d'artillerie. Les drones tactiques russes peuvent être mis en position et lancés très rapidement (< 20 minutes), permettant aux bataillons d'artillerie d'utiliser ces systèmes en soutien d'unités de manœuvre se déplaçant rapidement.
Il fait partie du système de reconnaissance d'artillerie Navodchik-2. Il remplace ou complète le drone Grusza.

## Histoire opérationnelle
Un drone a été abattu en 2020 lors de son engagement durant la guerre du Donbass.
Un exemplaire a été abattu par les forces ukrainiennes le 9 novembre 2022 au-dessus de Oblast Sumy (Ukraine).

## Opérateur militaire
- Russie